# Calamaria gervaisii
Calamaria gervaisii este o specie de șerpi din genul Calamaria, familia Colubridae, descrisă de Duméril, Bibron și Duméril 1854. Conform Catalogue of Life specia Calamaria gervaisii nu are subspecii cunoscute.